# Postelja
Krevet ili postelja je dio namještaja prvenstveno korišten kao mjesto na kome se može ležati za vrijeme sna a može poslužiti i u drugim prilikama kada je udobno ili poželjno da tijelo bude u ležećem položaju. Oblici i veličine kreveta variraju.
Prvobitni kreveti nisu bili mnogo više od gomile slame ili nekog drugog prirodnog materijala. Bitna promjena bilo je pravljenje čvrstih konstrukcija koje su izdignute iznad zemlje, čime se postiže veća zaštićenost od prašine i kukaca.
Prema vrsti materijala od koga je izrađena konstrukcija kreveti mogu biti: drveni, metalni i drveno-metalni.

## Neke vrste kreveta
- Poljski krevet — krevet na rasklapanje za kampiranje ili za vojnike za terenske uvjete.
- Bračni krevet — krevet većih dimenzija za dvije osobe.
- Krevetac — mali krevet za djecu, obično s ogradicom.
- Krevet na kat — dva kreveta jedan iznad drugog, obično za djecu.
- Vojnički krevet — krevet s metalnom konstrukcijom.
- Hotelski ležaj — običan krevet od drveta s umetnutim madracem.